# Sára Bejlek
Sára Bejlek (* 31. Januar 2006 in Hrušovany nad Jevišovkou) ist eine tschechische Tennisspielerin.

## Karriere
Bejlek spielte bis 2023 vorrangig auf der ITF Women’s World Tennis Tour, wo sie bislang sieben Titel im Einzel und einen im Doppel gewann. Am 19. November 2023 gewann sie das WTA 125-Turnier in Colina, Chile.
Beim Grand-Slam-Turnier French Open 2025 kämpfte sich Bejlek durch die Qualifikation in das Hauptfeld. In der ersten Runde schlug sie überraschend die gesetzte Marta Kostyuk glatt in zwei Sätzen.

## Turniersiege

### Einzel
| Nr. | Datum             | Turnier                  | Kategorie      | Belag | Finalgegnerin               | Ergebnis  |
| --- | ----------------- | ------------------------ | -------------- | ----- | --------------------------- | --------- |
| 1.  | 25. Juli 2021     | Olmütz                   | ITF W60        | Sand  | Paula Ormaechea             | 6:0, 6:0  |
| 2.  | 10. Mai 2022      | Pula                     | ITF W25        | Sand  | Weronika Falkowska          | 7:64, 6:1 |
| 3.  | 19. Juni 2022     | Česká Lípa               | ITF W60        | Sand  | Jesika Malečková            | 6:4, 6:4  |
| 4.  | 24. Juli 2022     | Olmütz                   | ITF W60        | Sand  | Lina Gjorcheska             | 6:2, 7:60 |
| 5.  | 23. Juli 2023     | Parnu                    | ITF W25        | Sand  | Lucija Ćirić Bagarić        | 7:5, 6:4  |
| 6.  | 15. Oktober 2023  | Santa Margherita di Pula | ITF W25        | Sand  | Caijsa Wilda Hennemann      | 6:4, 7:67 |
| 7.  | 19. November 2023 | Colina                   | WTA Challenger | Sand  | Diane Parry                 | 6:2, 6:1  |
| 8.  | 6. Oktober 2024   | Šibenik                  | ITF W75        | Sand  | Darja Semeņistaja           | 6:2, 6:0  |
| 9.  | 8. Juni 2025      | Makarska                 | WTA Challenger | Sand  | Victoria Jiménez Kasintseva | 6:0, 6:1  |

### Doppel
| Nr. | Datum        | Turnier | Kategorie | Belag | Partnerin    | Finalgegnerinnen                 | Ergebnis         |
| --- | ------------ | ------- | --------- | ----- | ------------ | -------------------------------- | ---------------- |
| 1.  | 5. Juni 2021 | Antalya | ITF W15   | Sand  | Doğa Türkmen | Federica Bilardo Ljubov Kostenko | 4:6, 6:1, [10:7] |

## Abschneiden bei Grand-Slam-Turnieren

### Dameneinzel
| Turnier         | 2022 | 2023 | 2024 | 2025 | Karriere |
| --------------- | ---- | ---- | ---- | ---- | -------- |
| Australian Open | —    | 1    | 1    | 1    | 1        |
| French Open     | —    | 1    | —    | 2    | 2        |
| Wimbledon       | Q1   | Q1   | Q1   |      | —        |
| US Open         | 1    | Q1   | Q1   |      | 1        |

Zeichenerklärung: S = Turniersieg; F, HF, VF, AF = Einzug ins Finale / Halbfinale / Viertelfinale / Achtelfinale; 1, 2, 3 = Ausscheiden in der 1. / 2. / 3. Hauptrunde; Q1, Q2, Q3 = Ausscheiden in der 1. / 2. / 3. Qualifikationsrunde; nicht ausgetragen

### Juniorinneneinzel
| Turnier         | 2021 | 2022 | Karriere |
| --------------- | ---- | ---- | -------- |
| Australian Open |      | —    | —        |
| French Open     | —    | HF   | HF       |
| Wimbledon       | 2    | —    | 2        |
| US Open         | —    | —    | —        |

Zeichenerklärung: S = Turniersieg; F, HF, VF, AF = Einzug ins Finale / Halbfinale / Viertelfinale / Achtelfinale; 1, 2, 3 = Ausscheiden in der 1. / 2. / 3. Hauptrunde; nicht ausgetragen

### Juniorinnendoppel
| Turnier         | 2021 | 2022 | Karriere |
| --------------- | ---- | ---- | -------- |
| Australian Open |      | —    | —        |
| French Open     | —    | S    | S        |
| Wimbledon       | AF   | —    | AF       |
| US Open         | —    | —    | —        |